# 唐裕
唐裕（1926年9月2日—2021年2月8日），又名唐连裕，印尼棉兰人，印尼华裔社会活动家、实业家，普拉塔玛勋章（Bintang Jasa Pratama）获得者，祖籍福建省安溪县蓬莱镇温泉村，曾被誉为“东南亚船王”、“民间大使”，在中国—印尼复交、中国—新加坡建交中均作出贡献。

## 生平
1926年生于印尼棉兰，1935年赴新加坡接受华文教育，1942因日军入侵而放弃学业，进入泉安船务有限公司任职。1960年，于新加坡创办敦那士私人有限公司，之后建设敦那士大厦（现称协力中心）。1975年任新加坡船务公会主席，1977年成功推动印尼工商总会会长访华，通过唐裕的牵线搭桥中印两国于1985年恢复贸易互通。1986年，将收藏的莱佛士亲笔文稿捐献给新加坡国家博物馆，1990年向徐悲鸿纪念馆捐赠《神鹰图》。1992年，被推选为世界安溪乡亲联谊会创会会长。1998年8月25日荣获印尼普拉塔玛勋章（Bintang Jasa Pratama），2009年获中国人民对外友好协会的人民友谊贡献奖。2013年9月27日，新加坡高级法院判决其破产，入穷籍。2021年2月8日7时逝世于雅加达，享年95岁。